# Maud Muller (film 1912)
Maud Muller è un cortometraggio muto del 1912 diretto da Tom Ricketts. Il regista aveva girato - sempre per la Nestor - la prima trasposizione del poema di John Greenleaf Whittier, un Maud Muller del 1909.

## Produzione
Il film fu prodotto dalla Nestor Film Company.

## Distribuzione
Distribuito dall'Universal Film Manufacturing Company, il film - un cortometraggio di due bobine - uscì nelle sale cinematografiche statunitensi il 30 agosto 1912.